# Ehemalige Tongrube von Mainhausen
Das Naturschutzgebiet Ehemalige Tongrube von Mainhausen (NSG-Kennung 1438034) liegt im Ostkreis des hessischen Landkreises Offenbach. Es umfasst ein rund 15,59 Hektar Seengebiet, welches sich im Stadtgebiet von Mainhausen befindet.

## Gebietsbeschreibung
Das Naturschutzgebiet liegt südlich von Mainflingen in einem Dreieck zwischen dem Ortsteil Mainflingen im Norden, der A 45 im Osten und der L 2310 im Süden.

## Schutzzweck
Schutzzweck ist, die ehemalige Kiesgrube und die angrenzenden Uferbereiche des Mains als überregional bedeutsames Rast-, Überwinterungs- und Brutareal für zahlreiche wassergebundene und bedrohte Vogelarten, aber auch als Lebensraum gefährdeter Amphibien und Insekten und einer naturnahen Auenvegetation zu sichern und zu erhalten. Wesentlicher Grund für die Einstufung als Naturschutzgebiet war die Ansiedlung des Schwarzhalstauchers im Jahr 1999. Seitdem hat die Art hier ihr bedeutendstes und in manchen Jahren einziges Brutvorkommen in Hessen.